# Arichanna clavaria
Arichanna clavaria là một loài bướm đêm trong họ Geometridae.